# Robert Teichmüller

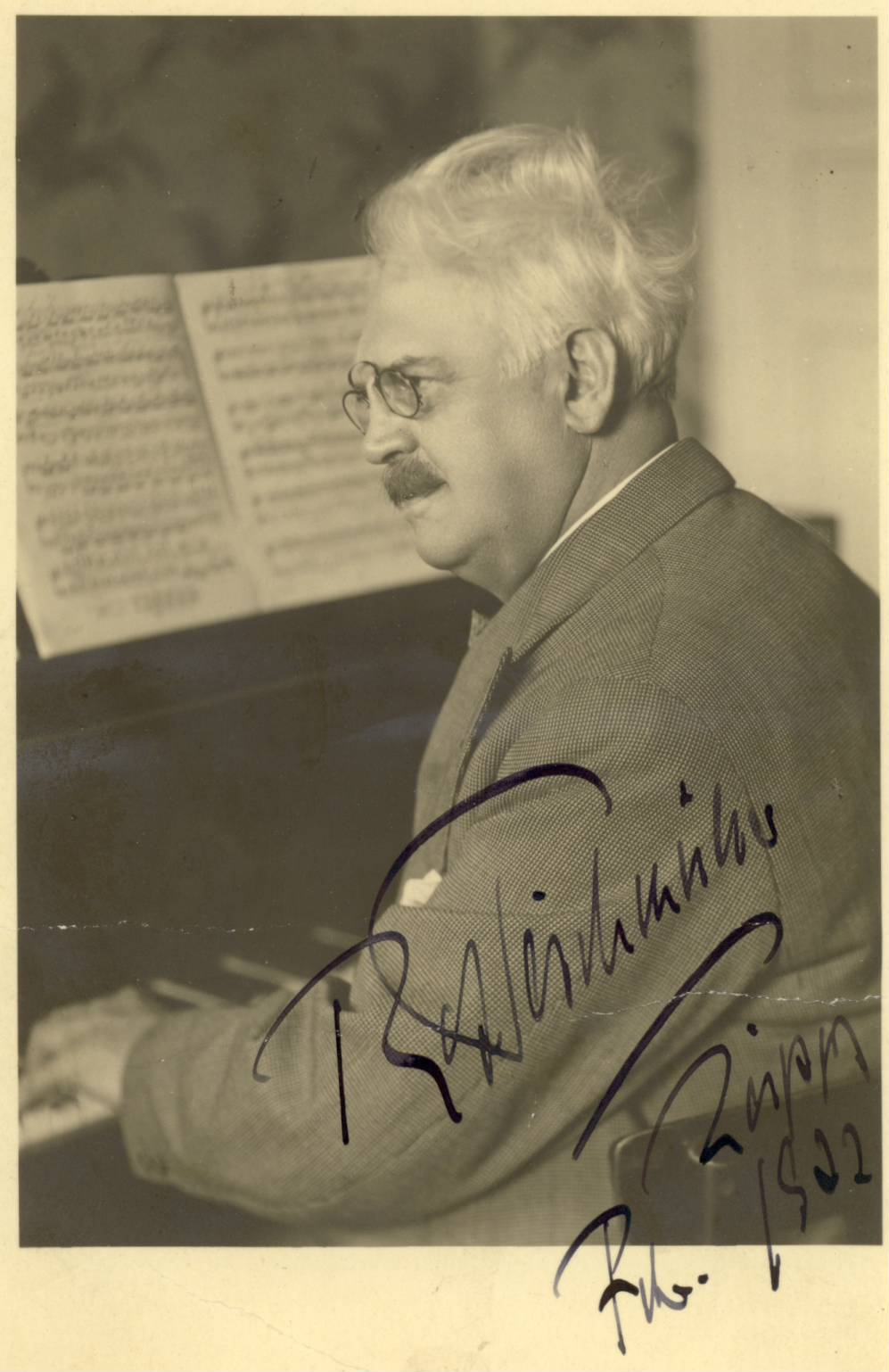
Robert Teichmüller.

Robert Teichmüller, född 4 maj 1863 i Braunschweig, död 6 maj 1939 i Leipzig, var en tysk pianist och musikpedagog.
Teichmüller tvingades på grund av nervsjukdom att överge virtuosbanan, men anställdes som pianolärare vid Leipzigs musikkonservatorium, där han avancerade till framskjutna poster, liksom han i det hela var en framstående pianopedagog.